# Jupiter-C

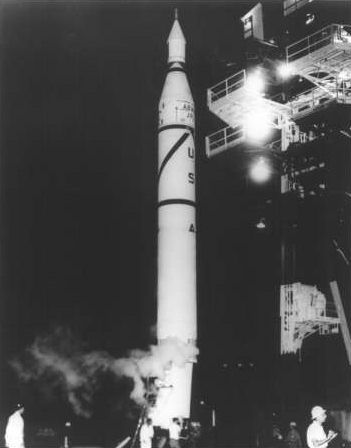
Jupiter-C

Il razzo Jupiter-C fu un vettore studiato per missioni scientifiche usato per tre voli sub-orbitali nel biennio 1956 - 1957. Fu sviluppato dalla ABMA, Army Ballistic Missile Agency, e tutti e tre i lanci avvennero a Cape Canaveral.

## Descrizione
Ogni vettore era essenzialmente una versione modificata del missile Redstone con gli ultimi due stadi superiori a combustibile solido, mentre gli altri serbatoi erano 2,4 metri più lunghi per ospitare una quantità maggiore di propellente. La strumentazione di bordo fu semplificata e resa più leggera.

Il secondo stadio consisteva in 11 versioni semplificate del razzo Sergeant, mentre il terzo stadio era costituito da tre Sergeant in cluster. Ogni stadio aveva la sua strumentazione di bordo per il controllo del volo.

Durante il funzionamento del primo stadio, il volo era controllato da un autopilota a giroscopio, che agiva tramite dei servocomandi sia sulle alette che sull'ugello di scarico dei gas. Il Jupiter-C veniva lanciato verticalmente, successivamente, dopo l'accensione del secondo stadio, si inclinava di 40° rispetto all'orizzonte e continuava il volo. Il primo stadio funzionava per 157 secondi e il suo distacco avveniva grazie a piccole cariche esplosive, successivamente grazie ad un comando inviato da terra si accendevano i motori del secondo stadio, 247 secondi dopo il lancio. L'accensione del terzo stadio serviva solo a far raggiungere l'apogeo al carico utile.
Questo sistema fu inventato da Wernher von Braun nel 1956 ed evitava di avere un sistema di controllo volo situato in cima al vettore.
Successivamente fu sviluppato il vettore Juno I, destinato ad immettere in orbita dei satelliti, basato sul Jupiter-C, ma con un ulteriore stadio in cima.
Il razzo Jupiter-C fu utilizzato come piattaforma sperimentale per testare la resistenza dei materiali durante il rientro nell'atmosfera.

## Caratteristiche Generali
- Altezza: 21,2 metri.
- Diametro: 1,78 metri.
- Massa: 28.500 kilogrammi.
- Stadi: 3.
- Primo Stadio
  - Vettore: Redstone
  - Spinta: 42.439 Kgf
  - Impulso Specifico: 235 Secondi.
  - Durata: 155 Secondi.
- Secondo Stadio
  - Vettore: 11 Sergeant
  - Spinta: 7.480 Kgf
  - Impulso Specifico: 214 Secondi.
  - Durata: 6 Secondi.
- Terzo Stadio
  - Vettore: 3 Sergeant
  - Spinta: 2.040 Kgf
  - Impulso Specifico: 214 Secondi.
  - Durata: 6 Secondi.

## Voli

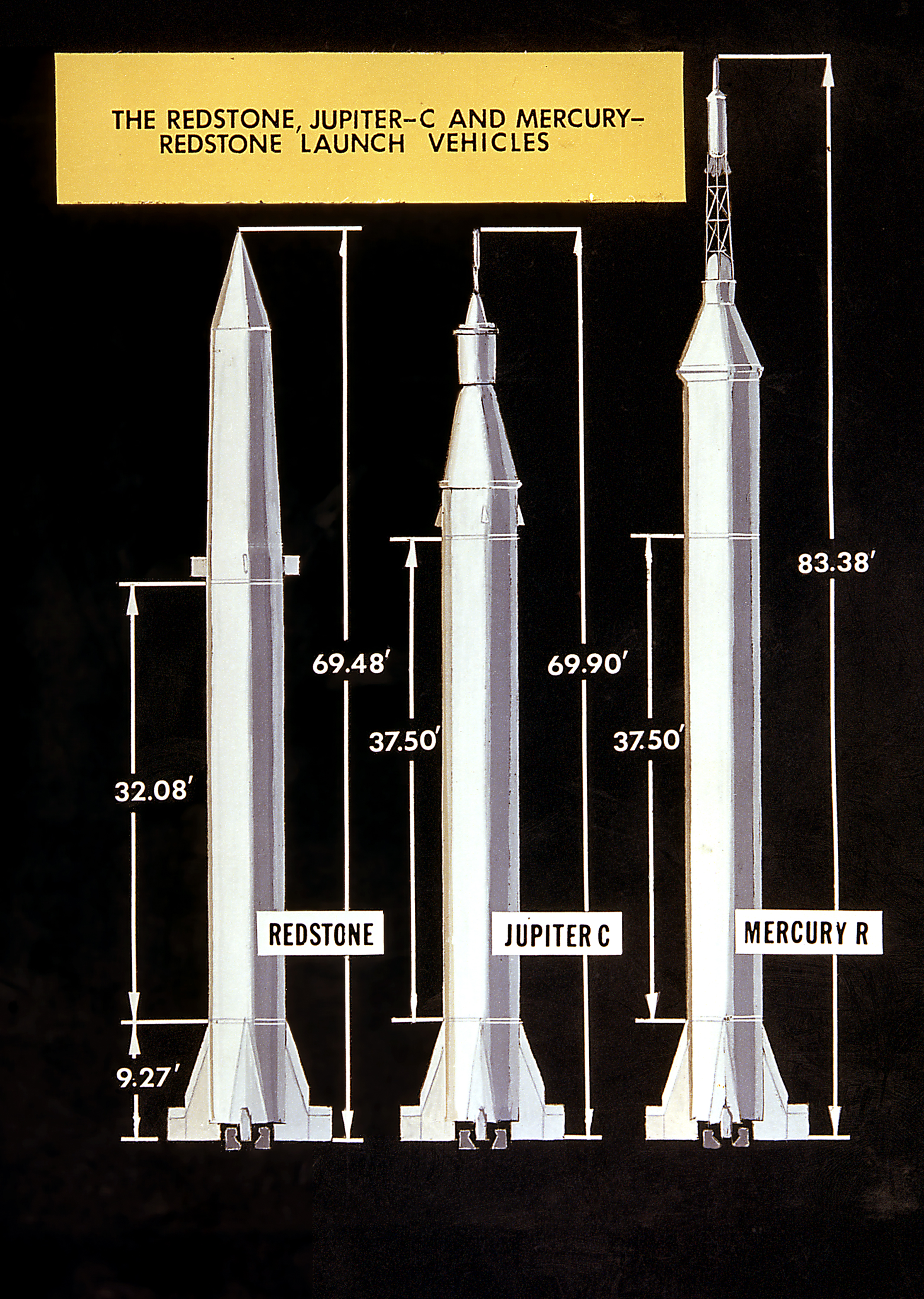
Paragone tra Redstone,Jupiter-C e Mercury-Redstone

20 settembre 1956: Trasporta un carico di 39,2 kg a 1.100 km di altezza con una velocità di 7 m/s, distanza di 5.300 km da Cape Canaveral.
15 maggio 1957: Trasporta un cono di materiale ablativo di 140 kg per dei test di resistenza a 560 km di altezza ad una distanza di 1.100 km da Cape Canaveral.
8 agosto 1957: Trasporta il cono del Jupiter, in scala 1/3, fatto di materiale ablativo per dei test di resistenza a 560 km di altezza ad una distanza di 2.140 km da Cape Canaveral.